# Liste der Kulturdenkmale in Gettorf
In der Liste der Kulturdenkmale in Gettorf sind alle Kulturdenkmale der schleswig-holsteinischen Gemeinde Gettorf (Kreis Rendsburg-Eckernförde) aufgelistet (Stand: 14. April 2025).

## Legende
In den Spalten befinden sich folgende Informationen:
- Objekt-ID: die Nummer des Kulturdenkmales
- Lage: die Adresse des Kulturdenkmales und die geographischen Koordinaten. Kartenansicht, um Koordinaten zu setzen. In der Kartenansicht sind Kulturdenkmale ohne Koordinaten mit einem roten Marker dargestellt und können in der Karte gesetzt werden. Kulturdenkmale ohne Bild sind mit einem blauen Marker gekennzeichnet, Kulturdenkmale mit Bild mit einem grünen Marker.
- Offizielle Bezeichnung: Bezeichnung des Kulturdenkmales
- Beschreibung: die Beschreibung des Kulturdenkmales
- Bild: ein Bild des Kulturdenkmales

## Sachgesamtheiten
| Objekt-ID      | Lage                                      | Offizielle Bezeichnung | Beschreibung | Bild                             |
| -------------- | ----------------------------------------- | ---------------------- | --- | -------------------------------- |
| 40880 Wikidata | Kirchstraße (54° 24′ 32″ N, 9° 58′ 26″ O) | Kirche St. Jürgen      | Aktualisierung vorgesehen - Begründung: geschichtlich, künstlerisch, städtebaulich, Kulturlandschaft prägend - Schutzumfang: Kirche St. Jürgen mit Ausstattung, Kirchhof, Grabmale bis 1870 | weitere Fotos \| Fotos hochladen |

## Bauliche Anlagen
| Objekt-ID      | Lage                                                    | Offizielle Bezeichnung            | Beschreibung | Bild                             |
| -------------- | ------------------------------------------------------- | --------------------------------- | --- | -------------------------------- |
| 7763 Wikidata  | Friedrichsorter Straße 10 (54° 24′ 42″ N, 9° 58′ 48″ O) | Einfamilienhaus                   | Alteintragung (Aktualisierung vorgesehen) - Begründung: geschichtlich, künstlerisch - Schutzumfang: gesamtes Objekt - Denkmaltyp: Bauliche Anlage | Fotos hochladen                  |
| 7760 Wikidata  | Herrenstraße 8 (54° 24′ 35″ N, 9° 58′ 36″ O)            | Hirsch-Apotheke                   | Wohn- und Geschäftshaus; 1836/37; eingeschossiger trauständiger Backsteinbau mit Halbwalmdach und breitem vierachsigen Zwerchhaus, Eingangsportal mit Halbsäulen und Hirschfigur - Begründung: geschichtlich, städtebaulich - Schutzumfang: gesamtes Äußeres, Einfriedung - Denkmaltyp: Bauliche Anlage                           | Fotos hochladen                  |
| 7757 Wikidata  | Herrenstraße 13 (54° 24′ 37″ N, 9° 58′ 36″ O)           | Wohnhaus                          | Alteintragung (Aktualisierung vorgesehen) - Begründung: geschichtlich, städtebaulich - Schutzumfang: gesamtes Objekt - Denkmaltyp: Bauliche Anlage | Fotos hochladen                  |
| 19020 Wikidata | Kieler Chaussee 10 (54° 24′ 34″ N, 9° 58′ 50″ O)        | Ehem. Kontorhaus der Fa. Sieck    | Alteintragung (Aktualisierung vorgesehen) - Begründung: geschichtlich, städtebaulich - Schutzumfang: ehem. Kontorhaus der Fa. Sieck, Garten mit altem Baumbestand und Hecke, gepflasterte Freifläche - Denkmaltyp: Bauliche Anlage                                                                                                | Fotos hochladen                  |
| 2034 Wikidata  | Kirchstraße (54° 24′ 32″ N, 9° 58′ 26″ O)               | Kirche St. Jürgen mit Ausstattung | Alteintragung (Aktualisierung vorgesehen) - Begründung: geschichtlich, künstlerisch, städtebaulich - Schutzumfang: gesamtes Objekt - Denkmaltyp: Bauliche Anlage, Sachgesamtheit: Kirche St. Jürgen | weitere Fotos \| Fotos hochladen |
| 55634 Wikidata | Kirchstraße 12, 14 (54° 24′ 33″ N, 9° 58′ 22″ O)        | Wohnhäuser Kirchstraße 12-14      | Wohnhausgruppe; um 1850; Gruppe aus zwei freistehenden eingeschossigen Backsteinbauten unter niedrigem Halbwalmdach, Friesgestaltung aus gerundeten Formsteinen mit Palmettenmotiv - Schutzumfang: Wohnhäuser Kirchstraße 12, 14 - Begründung: Geschichtlich, Städtebaulich                                                       | BW                               |
| 7755 Wikidata  | Mühlenstraße 21 (54° 24′ 33″ N, 9° 58′ 43″ O)           | Windmühle                         | Kornwindmühle; 1869, Bauherr Wulf Hinrich Johannsen, Mühlenbauer Carl Friedrich Trahn; Galerieholländer mit Windrose über zweigeschossigem sich leicht verjüngendem Backsteinsockel - Begründung: geschichtlich, städtebaulich, technisch, Kulturlandschaft prägend - Schutzumfang: gesamtes Objekt - Denkmaltyp: Bauliche Anlage | weitere Fotos \| Fotos hochladen |

## Gründenkmale
| Objekt-ID      | Lage                                      | Offizielle Bezeichnung | Beschreibung | Bild            |
| -------------- | ----------------------------------------- | ---------------------- | --- | --------------- |
| 19268 Wikidata | Kirchstraße (54° 24′ 32″ N, 9° 58′ 25″ O) | Kirchhof               | Alteintragung (Aktualisierung vorgesehen) - Begründung: geschichtlich, Kulturlandschaft prägend - Schutzumfang: Kirchhof, Grabmale bis 1870 - Denkmaltyp: Gründenkmal, Sachgesamtheit: Kirche St. Jürgen | Fotos hochladen |

## Quelle
- Liste der Kulturdenkmale in Schleswig-Holstein – Kreis Rendsburg-Eckernförde

- Karte mit allen Koordinaten:
- OSM |
- WikiMap